# Польская отдельная бригада на Кавказе

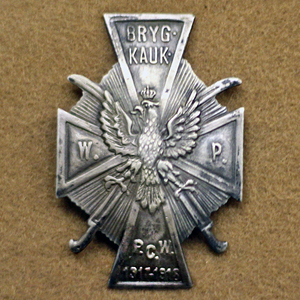
Памятная награда.

Польская отдельная бригада на Кавказе (пол. Polska Oddzielna Brygada na Kaukazie) — крупное пехотное подразделение Войска Польского в России.
Бригада была сформирована в ноябре 1917 года на базе 5-го российского пограничного пехотного полка и отдельной батареи горной артиллерии на территории казарм 275-го запасного полка в Баку. Однако в связи с началом общественных беспорядков так и остался недоукомплектованным.
26 июля 1918 года, по предложению командования немецких оккупационных войск на территории Грузии, была расформирована. К моменту расформирования в бригаде служило 138 офицеров и 269 солдат. Она находилась под командованием полковника Станислава Росновского. Возвратиться на Родину солдатам можно было только в гражданской одежде. Часть солдат влилась в ряды 4-й дивизии польских стрелков и польских отрядов, дислоцировавшихся в районе Мурманска.